# Killer Machine
Killer Machine (Ghost in the Machine) è un film del 1993 diretto da Rachel Talalay.